# Kalix kopparbruk
Kalix kopparbruk var en hytta, belägen vid Hyttforsen i Moån i Kalix kommun. Där förädlades kopparmalm från gruvorna på Bruksberget en dryg kilometer åt nordost samt på Stora Pahtavaara nio kilometer norrut. Det är oklart när och hur fyndigheterna upptäcktes, men verksamheten tycks ha kommit igång omkring 1660. Ett bolag av bland andra innehavarna av Kengis bruk, Arendt Grape samt bröderna Jacob och Abraham Momma. År 1661 fanns på platsen flera arbetarbostäder, stall, rosthus, smälthytta och smedja. Verksamheten fortsatte till en bit in på 1900-talet, med flera uppehåll. Idag är såväl hyttområdet som gruvorna öde men en hel del lämningar finns kvar.